# Opernproduktionen der Salzburger Festspiele

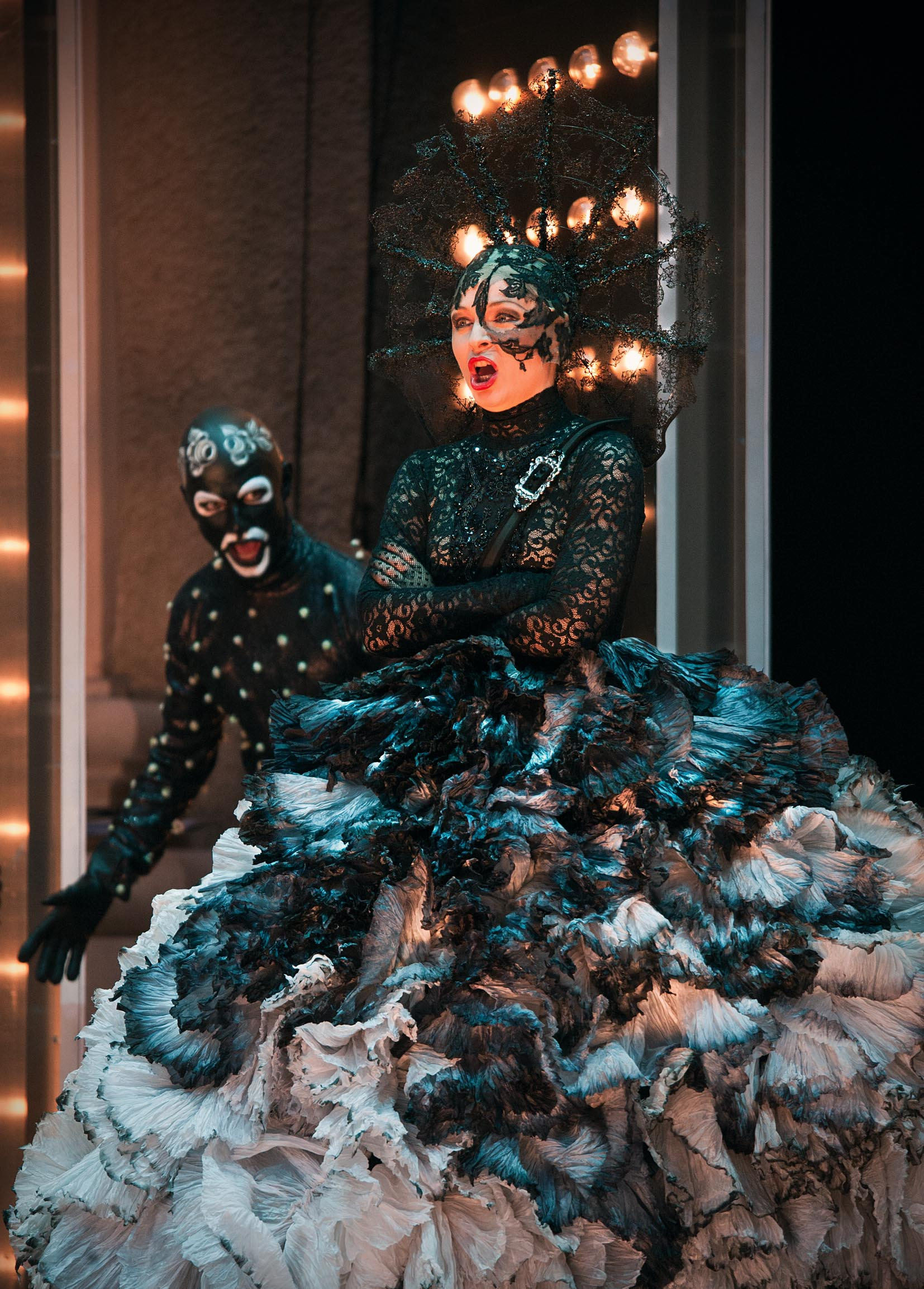
Julia Novikova als Königin der Nacht in Der Zauberflöte zweyter Theil. Das Labyrinth, 2012

Die Opernproduktionen der Salzburger Festspiele waren über weite Strecken des 20. Jahrhunderts und sind heute noch stilbildend. Die Oper stellt in Salzburg – als Gesamtkunstwerk – den primus inter pares in der Trias Schauspiel, Oper und Konzert dar. Nahezu alle weltweit bedeutenden Dirigenten haben in Salzburg gearbeitet, ebenso die meisten der herausragendsten Sänger, Regisseure, Bühnen- und Kostümbildner. Viele der Aufführungen sind als Tondokumente oder Fernsehmitschnitte für die Nachwelt erhalten.

## Geschichte
Der Salzburger Schwerpunkt lag und liegt durchgehend auf (a) Mozart, (b) Richard Strauss, (c) zeitgenössischen Opern, sowie den Festspielopern Orfeo ed Euridice, Fidelio, Don Carlos und Falstaff. Das Mozart-Repertoire beschränkt sich in Salzburg nicht auf die drei da-Ponte-Opern, Die Entführung aus dem Serail und Die Zauberflöte, sondern beinhaltet auch die eher selten gespielten Werke, insbesondere Idomeneo und La clemenza di Tito. Die erste Opernaufführung der Festspiele war der Don Giovanni unter der musikalischen Leitung von Richard Strauss am 14. August 1922 – ein Gastspiel der Wiener Staatsoper im Salzburger Landestheater. Dank der Wiener Philharmoniker, die in Salzburg alljährlich in vier bis fünf Opernproduktionen spielen, sind die Interpretationen der Mozart- und Strauss-Opern von exzeptioneller orchestraler Qualität.
Das Salzburger Repertoire wurde – zuerst durch Bruno Walter und Arturo Toscanini, schließlich durch Karl Böhm und Herbert von Karajan – sorgsam und schrittweise erweitert: Walter dirigierte erstmals bei den Salzburger Festspielen Opern von Gluck und Donizetti, Hugo Wolf und Richard Wagner, sowie Die Fledermaus von Johann Strauss. Toscanini etablierte 1935 Falstaff als genuine Salzburger Festspieloper. Böhm stellte 1951 und 1971 Alban Bergs damals kaum gespielte Oper Wozzeck vor, somit einen Exponenten der Zwölftontechnik. Karajan schließlich popularisierte mit einer breiten Palette weiterer Verdi-Opern und mit Bizets Carmen das Programm.
Die Frühwerke der Oper und das Barock haben recht früh ihren Platz im Salzburger Spielplan gefunden. Gluck wird in Salzburg seit 1930 und Händel seit 1984 szenisch aufgeführt. In den Jahren 1968 bis 1973 erfreute sich Cavalieris selten gespielte Rappresentatione di Anima, et di Corpo in einer Modellinszenierung von Graf/Colosanti/Moore höchsten Publikumsinteresses. 1971, 1985 und 1993 wurden alle erhaltenen Monteverdi-Opern in Salzburg vorgestellt. Als Höhepunkt der Barockinterpretation gilt die 2012er Inszenierung von Giulio Cesare in Egitto mit Cecilia Bartoli und vier der weltweit besten Countertenöre (Andreas Scholl, Philippe Jaroussky, Christophe Dumaux, Jochen Kowalski).
Im Laufe der Zeit haben die Salzburger Festspiele mit nahezu allen großen Opernhäusern der Welt (Wiener Staatsoper, Scala, La Fenice, Operá de la Bastille, La Monnaie, Met, Mariinski-Theater) und einigen wichtigen Festivals (Aix-en-Provence, Maggio Musicale Fiorentino) kooperiert. Zumeist wurden diese Co-Produktionen in Salzburg erarbeitet und waren oft noch viele Jahre später an wichtigen Opernhäusern zu sehen wie zum Beispiel Robert Wilsons exemplarische Pelléas-et-Mélisande-Inszenierung aus dem Jahr 1997, die gemeinsam mit der Operá de Paris produziert wurde und noch im Jahr 2012 in Madrid und Barcelona aufgeführt wurde.
Eine lange Laufdauer einer Inszenierung lässt darauf schließen, dass es sich um eine erfolgreiche Produktion handelte. Jedoch konnten aber auch zahlreiche exemplarische Inszenierungen – aufgrund von Terminkollisionen oder aus budgetären Gründen – nicht wieder aufgenommen werden. 2012 beschloss der neue Intendant Alexander Pereira künftig alle Produktionen generell nur eine Spielzeit lang zu spielen, unabhängig von der Resonanz des Publikums oder der Kritik. Diese Praxis wurde von seinem Nachfolger wieder aufgegeben.
Opern werden in Salzburg überwiegend in den drei Festspielhäusern – Haus für Mozart, Felsenreitschule und Großes Festspielhaus – gespielt, fallweise auch im Residenzhof, dem Salzburger Landestheater und der Kollegienkirche, seltener auch an anderen Spielstätten. In den 1950er und 1960er Jahren übersiedelten die Opernaufführungen im Residenzhof – bei Regen – in den Carabinieri-Saal der Residenz. Heute kann der Residenzhof bei Schnürlregen überdacht werden.

## Inszenierungen
Nachstehende Liste ist nach Komponisten gegliedert: Zuerst Mozart, danach Richard Strauss und die Komponisten der Moderne, schließlich Barockopern und zuletzt das klassische Repertoire und Raritäten. Die Liste umfasst sämtliche Operninszenierungen der Salzburger Pfingst- und Sommerfestspiele, sowie jene Produktionen der Mozartwoche und der Osterfestspiele, die ab 1956 bzw. 1985 in das Sommerprogramm übernommen wurden. Das jeweilige Leading Team wird wie folgt dargestellt: Dirigent – Regisseur – Ausstatter (wobei zuerst Bühnen-, dann Kostümbildner genannt werden, schließlich Lichtdesigner, sowie fallweise Videoverantwortliche). In Klammern am Ende der Zeile werden allfällige Kooperationspartner genannt. – Zusätzlich besteht die Opernchronologie der Salzburger Festspiele, die alle Titel nach Jahren listet.

### Mozart

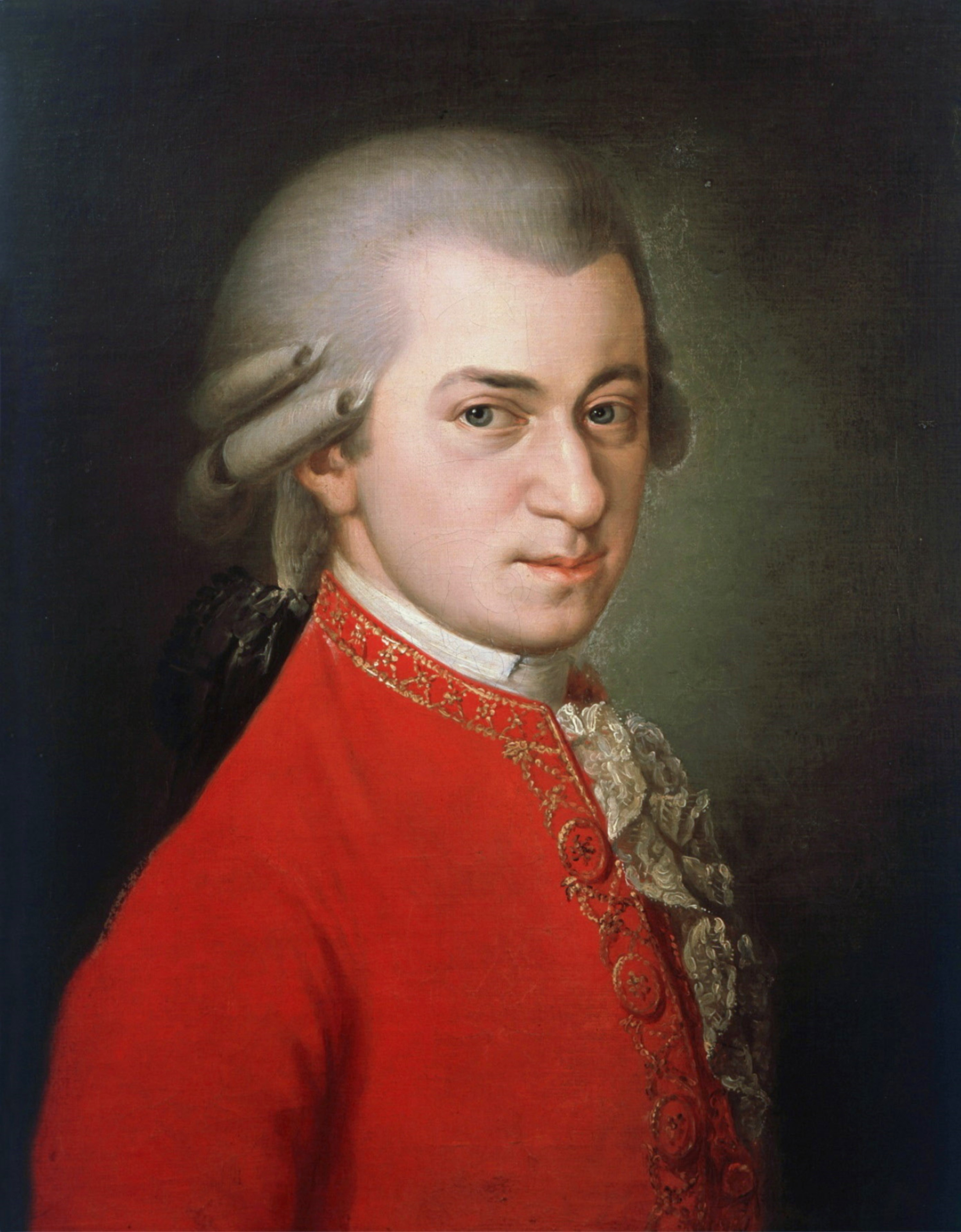
W. A. Mozart

Die Schuldigkeit des ersten Gebots (1767), KV 35 und Apollo et Hyacinthus (1767), KV 38
- 2006 Große Universitätsaula: Josef Waldig – John Dew – Heinz Balthes, José-Manuel Vasquez

La finta semplice (1768), KV 51
- 1960 Residenz (in einer Fassung von Bernhard Paumgartner): Bernhard Conz – Georg Reinhardt – Heinrich Wendel, Xenia Chris
- 2006 Residenzhof: Michael Hofstetter – Jens Kilian, David Finn

Bastien und Bastienne (1768), KV 50
- 1928 Gastspiel des Leningrader Opernstudios
- 1969, 1970 Residenz: Leopold Hager – Ladislav Strohs – Marcel Pokorny
- 2006, 2007 Salzburger Marionettentheater: Elisabeth Fuchs – Thomas Reichert

Mitridate, re di Ponto  (1770), KV 87
- 1971 Felsenreitschule: Leopold Hager – Wolfgang Weber – Peter Heyduck
- 1997 Kleines Festspielhaus: Roger Norrington – Jonathan Miller – Peter J. Davison, Frida Parmeggiani
- 2005 Residenzhof: Marc Minkowski – Günter Krämer – Jürgen Bäckmann, Falk Bauer, Manfred Voss

Ascanio in Alba (1771), KV 111
- 1967 Residenz: Leopold Hager – Hellmut Matiasek – Ekkehard Grübler
- 2006 Landestheater: Ádám Fischer – David Hermann – Christof Hetzer, Andreas Rehfeld

La Betulia liberata (1771), KV 118
- 2010 (nur Pfingsten) Haus für Mozart: Riccardo Muti – Marco Gandini – Italo Grassi, Gabriella Pescucci, Marco Filibeck (Ravenna Festival)

Il sogno di Scipione (1771), KV 126
- 2006 Große Universitätsaula: Robin Ticciati – Michael Sturminger – Renate Martin (Stadttheater Klagenfurt)

Lucio Silla (1772), KV 135
- 1964 Residenz: Bernhard Conz – Christoph Groszer – Ekkehard Grübler (Mozarteum, Oper Frankfurt)
- 1993, 1997 Kleines Festspielhaus: Sylvain Cambreling – Peter Mussbach – Robert Longo, Max Keller
- 2006 Felsenreitschule: Tomás Netopil – Jürgen Flimm – Christian Bussmann, Birgit Hutter, Manfred Voss (Teatro La Fenice)
- 2013 Haus für Mozart: Marc Minkowski – Marshall Pynkoski – Antoine Fontaine (Übernahme von der Mozartwoche)

La finta giardiniera (1775), KV 196
- 1965, 1966 Residenz: Bernhard Conz – Ernst Poettgen – Leni Bauer-Ecsy
- 1992 Landestheater: Sylvain Cambreling – Karl-Ernst Herrmann, Ursel Herrmann – Karl-Ernst Herrmann
- 2006 Landestheater: Ivor Bolton – Doris Dörrie – Bernd Lepel, Georg Boeshenz

Il re pastore (1775), KV 208
- 2006 Große Universitätsaula: Thomas Hengelbrock, ebenso Regie – Aniara Amos, Regiemitarbeit – Mirella Weingarten

Ombra felice KV 255 – Arien, Szenen, Ensembles von Mozart.
- 1994 Residenzhof/Aula Academica: Heinz Holliger, Guido Johannes Rumstadt – Ursel Hermann, Karl-Ernst Herrmann – Karl-Ernst Herrmann (Mozarteum)

Zaide (1780), KV 344
- 1968 Residenz: Bernhard Conz – Gandolf Buschbeck – Erni Kniepert
- 2006 Landestheater: Ivor Bolton, Johannes Kalitzke – Claus Guth – Christian Schmidt, Wolfgang Göbbel, Alex Buresch, Kai Ehlers

Idomeneo (1781), KV 366, Libretto von Giambattista Varesco
- 1951 Festspielhaus: Georg Solti – Josef Gielen – Caspar Neher
- 1956 Festspielhaus (in einer Bearbeitung von Bernhard Paumgartner): Karl Böhm – Oscar Fritz Schuh – Caspar Neher (Übernahme von der Mozartwoche)
- 1961, 1962 Großes Festspielhaus: Ferenc Fricsay (1961), Peter Maag (1962) – Paul Hager – Stefan Hlawa, Charlotte Flemming
- 1973, 1976 Kleines Festspielhaus: Karl Böhm – Gustav Rudolf Sellner – Jörg Zimmermann
- 1983, 1984 Felsenreitschule: James Levine – Jean-Pierre Ponnelle, ebenso Ausstattung
- 1990, 1991 Felsenreitschule: Seiji Ozawa – Nikolaus Lehnhoff – Ezio Toffolutti, Vinicio Cheli
- 2000, 2006 Kleines Festspielhaus: Michael Gielen (2000), Roger Norrington (2006) – Karl-Ernst Herrmann, Ursel Herrmann – Karl-Ernst Herrmann
- 2006 Felsenreitschule: Konzertante Aufführung der Bearbeitung von Richard Strauss – Fabio Luisi
- 2019 Felsenreitschule: Teodor Currentzis – Peter Sellars – George Tsypin, Robby Duiveman

Die Entführung aus dem Serail (1782), KV 384, Text von Johann Gottlieb Stephanie
- 1922, 1926 Stadttheater: Franz Schalk (1922), Bruno Walter (1926) – Hans Breuer, Alois Mora – Alfred Roller (Wiener Staatsoper)
- 1931 Stadttheater: Robert Heger – Rudolf Hartmann – Alfred Roller
- 1932 Festspielhaus: Fritz Busch – Carl Ebert – Wilhelm Reinking
- 1935 Festspielhaus: Bruno Walter – Herbert Graf – Oskar Strnad
- 1939 Stadttheater: Karl Böhm – Wolf Völker – Robert Kautsky, Ulrich Roller
- 1945, 1948 Landestheater: Felix Prohaska (1945), Josef Krips (1948) – Herbert Waniek – Wilhelm Reinking
- 1955, 1956, 1957 Landestheater: Karl Böhm (1955), George Szell (1956), Joseph Keilberth, Bernhard Conz (beide 1957) – Oscar Fritz Schuh – Caspar Neher
- 1961, 1962, 1963 Residenz: István Kertész (bis 1962), Bernhard Conz (1963) – Hans Hartleb (1961), Karlheinz Haberland (ab 1962) – Hans Ulrich Schmückle
- 1965, 1966, 1967, 1970, 1971, 1972, 1973, 1974, 1975 Kleines Festspielhaus: Zubin Mehta (bis 1970), Bernhard Conz (1965, 1971), John Pritchard (1966), Leif Segerstam (ab 1971) – Giorgio Strehler – Luciano Damiani
- 1980, 1981 Kleines Festspielhaus: Lorin Maazel – Filippo Sanjust, ebenso Ausstattung
- 1987, 1988, 1989, 1991 Kleines Festspielhaus: Horst Stein – Johannes Schaaf – Andreas Reinhardt, Peter Pabst
- 1997 Stadtkino: Peter Valentin – Hubert Lepka – Kasha, Worlds End, Marion Hackl, Stefan Aglassinger, Tom Donnellan
- 1997, 1998 Residenzhof: Marc Minkowski – François Abou Salem – Francine Gaspar, Joel Hourbeigt
- 2003, 2004, 2006 Kleines Festspielhaus: Ivor Bolton, Julia Jones (2004) – Stefan Herheim – Gottfried Pilz, fettFilm, Konrad Lindenberg
- 2013 Hangar 7: Hans Graf – Adrian Marthaler – Felix Breisach – Camerata Salzburg, Salzburger Bachchor

Der Schauspieldirektor (1786), KV 486 und Bastien und Bastienne (1768), KV 50
- 2006, 2007 Salzburger Marionettentheater: Elisabeth Fuchs – Thomas Reichert

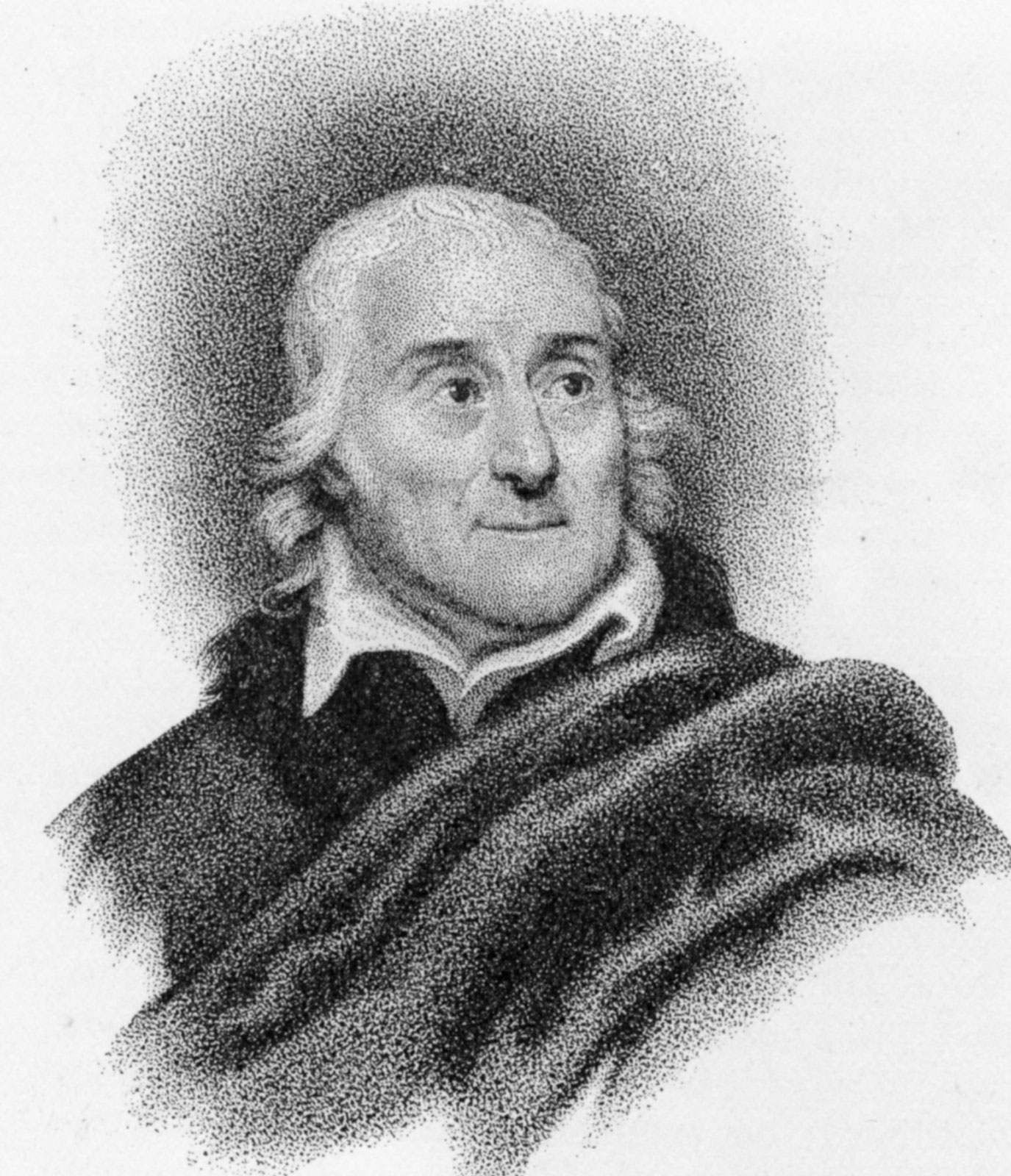
Lorenzo da Ponte

Le nozze di Figaro (1787), KV 492, Text von Lorenzo da Ponte
- 1922, 1925, 1927 Stadttheater: Franz Schalk (bis 1925), Robert Heger (1927) – Harry Stangenberg, Hans Breuer – Alfred Roller (Wiener Staatsoper)
- 1930, 1931, 1932, 1933, 1934, 1935, 1936, 1937, 1938, 1939 Festspielhaus: Clemens Krauss (bis 1934), Felix von Weingartner (1935 und 1936), Bruno Walter (1937), Hans Knappertsbusch (ab 1938) – Lothar Wallerstein, Guido Salvini (ab 1938) – Alfred Roller
- 1941 Festspielhaus: Karl Böhm – Rudolf Zindler – Alfred Roller
- 1942 Festspielhaus: Clemens Krauss – Walter Felsenstein – Stefan Hlawa
- 1946 Festspielhaus: Felix Prohaska – Oscar Fritz Schuh
- 1947 Festspielhaus: Josef Krips, Otto Klemperer – Lothar Wallerstein – Alfred Roller
- 1948 Festspielhaus: Herbert von Karajan – Oscar Fritz Schuh – Caspar Neher
- 1952, 1953 Festspielhaus: Rudolf Moralt (1952), Wilhelm Furtwängler (1953) – Herbert Graf – Stefan Hlawa
- 1956 Festspielhaus: Karl Böhm – Oscar Fritz Schuh – Caspar Neher
- 1957, 1958, 1960 Festspielhaus: Karl Böhm – Günther Rennert – Ita Maximowna
- 1962, 1963, 1964 Kleines Festspielhaus: Heinz Wallberg, Bernhard Conz, (beide 1962), Lorin Maazel (1963, 1964) – Gustav Rudolf Sellner – Michael Raffaelli
- 1966, 1967, 1968, 1970, 1971 Kleines Festspielhaus: Karl Böhm, Bernhard Conz (nur 1968) – Günther Rennert – Rudolf Heinrich
- 1972, 1973, 1974, 1975, 1976, 1979, 1980, 1986, 1987, 1988 Großes Festspielhaus: Herbert von Karajan (bis 1980), Bernhard Klee (1976, 1979), Gustav Kuhn (1980), James Levine (ab 1986) – Jean-Pierre Ponnelle, ebenso Ausstattung
- 1991, 1992 Großes Festspielhaus: Bernard Haitink – Michael Hampe – John Gunter, Carlo Diappi, Helmuth Reichmann (Übernahme von den Osterfestspielen 1991)
- 1995, 1996, 1998 Kleines Festspielhaus: Nikolaus Harnoncourt (1995), Edo de Waart (1996), Charles Mackerras (1998) – Luc Bondy, Joel Lauwers (1998) – Richard Peduzzi, Jacques Schmidt, Emmanuel Peduzzi, Jean Luc Chanonat, Dominique Bruguière
- 2001 Kleines Festspielhaus: Sylvain Cambreling – Christoph Marthaler – Anna Viebrock, Olaf Winter
- 2006, 2007, 2009, 2011 Haus für Mozart: Nikolaus Harnoncourt (2006), Daniel Harding (2007, 2009), Robin Ticciati (2011) – Claus Guth – Christian Schmidt, Olaf Winter
- 2015, 2016 Haus für Mozart: Dan Ettinger – Sven-Eric Bechtolf – Alex Eales, Mark Bouman, Friedrich Rom

Don Giovanni (1787), KV 527, Text von Lorenzo da Ponte
- 1922, 1925, 1926, 1927 Stadttheater: Richard Strauss, Carl Alwin (1922), Karl Muck (1925), Franz Schalk (ab 1926) – Hans Breuer (bis 1925), Marie Gutheil-Schoder (1926), Josef Hietz (Spielleiter 1927) – Alfred Roller (Wiener Staatsoper)
- 1929, 1930, 1931 Festspielhaus: Franz Schalk (bis 1930), Bruno Walter (1931) – Lothar Wallerstein – Oskar Strnad
- 1934, 1935, 1936, 1937 Festspielhaus: Bruno Walter – Karlheinz Martin – Oskar Strnad
- 1938, 1939, 1941 Festspielhaus: Karl Böhm (1938), Clemens Krauss (1939), Hans Knappertsbusch (1941) – Wolf Völker – Robert Kautsky
- 1946 Festspielhaus: Josef Krips
- 1950 Festspielhaus: Wilhelm Furtwängler – Oscar Fritz Schuh – Clemens Holzmeister – Caspar Neher
- 1953, 1954, 1956 Felsenreitschule: Wilhelm Furtwängler (bis 1954), Dimitri Mitropoulos (1956) – Herbert Graf – Clemens Holzmeister, Rolf Gérard
- 1960, 1961 Kleines Festspielhaus: Herbert von Karajan – Oscar Fritz Schuh – Teo Otto, Georges Wakhévitch
- 1968, 1969, 1970 Großes Festspielhaus: Herbert von Karajan, ebenso Regie – Günther Schneider-Siemssen, Georges Wakhévitch
- 1977, 1978 Kleines Festspielhaus: Karl Böhm – Jean-Pierre Ponnelle, ebenso Ausstattung
- 1987, 1988, 1990, 1991 Großes Festspielhaus: Herbert von Karajan (bis 1988), Bruno Weil (1988), Riccardo Muti (ab 1990) – Michael Hampe – Mauro Pagano (Übernahme von den Osterfestspielen 1987)
- 1994, 1995, 1996 Großes Festspielhaus: Daniel Barenboim (bis 1995), Donald Runnicles (1996) – Patrice Chéreau – Richard Peduzzi, Moidele Bickel, Dominique Bruguière
- 1999, 2000 Großes Festspielhaus: Lorin Maazel (1999), Valery Gergiev (2000) – Luca Ronconi – Margherita Palli, Marianne Glittenberg, Konrad Lindenberg
- 2002, 2003, 2006 Großes Festspielhaus: Nikolaus Harnoncourt, Daniel Harding (2006) – Martin Kušej – Martin Zehetgruber, Heide Kastler, Reinhard Traub
- 2008, 2010, 2011 Haus für Mozart: Bertrand de Billy (2008), Yannick Nézet-Séguin (ab 2010) – Claus Guth – Christian Schmidt, Olaf Winter
- 2014, 2016 Haus für Mozart: Christoph Eschenbach (2014), Alain Altinoglu (2016) – Sven-Eric Bechtolf – Rolf Glittenberg, Marianne Glittenberg, Friedrich Rom – Philharmonia Chor Wien
- 2021 Großes Festspielhaus: Teodor Currentzis – Romeo Castellucci, ebenso Bühnenbild und Kostüme

Così fan tutte (1790), KV 588, Text von Lorenzo da Ponte
- 1922 Stadttheater: Richard Strauss, Carl Alwin – Hans Breuer – Alfred Roller (Wiener Staatsoper)
- 1928 Stadttheater: Bruno Walter – Ernst Lert
- 1931 Stadttheater, 1932, 1933, 1934, 1935, 1936 Festspielhaus: Clemens Krauss, Felix von Weingartner (ab 1935) – Lothar Wallerstein – Ludwig Sievert
- 1947 Landestheater: Josef Krips – Oscar Fritz Schuh – Robert Kautsky, Erika Hanka
- 1953, 1954, 1956, 1957, 1958, 1959 Residenz: Karl Böhm – Oscar Fritz Schuh – Caspar Neher
- 1960 Landestheater, 1961, 1962, 1963, 1964, 1965 Kleines Festspielhaus: Karl Böhm – Günther Rennert – Leni Bauer-Ecsy
- 1969, 1970 Kleines Festspielhaus: Seiji Ozawa – Jean-Pierre Ponnelle, ebenso Ausstattung
- 1972, 1973, 1974, 1975, 1976, 1977 Kleines Festspielhaus: Karl Böhm – Günther Rennert – Ita Maximowna
- 1982, 1983, 1984, 1985, 1990, 1991 Kleines Festspielhaus: Riccardo Muti, Leopold Hager (nur 1982) – Michael Hampe – Mauro Pagano
- 1993 Kleines Festspielhaus: Christoph von Dohnányi – Erwin Piplits, ebenso Bühnenbild – Ulrike Kaufmann, Klaus Kretschmer
- 2000, 2001 Kleines Festspielhaus: Lothar Zagrosek – Hans Neuenfels – Reinhard von der Thannen
- 2004, 2005, 2006 Großes Festspielhaus: Philippe Jordan (2004), Ádám Fischer (2005), Manfred Honeck (2006) – Karl-Ernst Herrmann, Ursel Herrmann – Karl-Ernst Herrmann (Osterfestspiele)
- 2009, 2011 Haus für Mozart: Ádám Fischer (2009), Marc Minkowski (2011) – Claus Guth – Christian Schmidt, Anna Sofie Tuma, Olaf Winter, Alex Buresch, Kai Ehlers
- 2013 Haus für Mozart, 2016 Felsenreitschule: Christoph Eschenbach, (2013), Ottavio Dantone (2016) – Sven-Eric Bechtolf – Rolf Glittenberg, Marianne Glittenberg, Jürgen Hoffmann (2013) – Mark Bouman (Kostüme), Friedrich Rom (Licht) (2016) – Philharmonia Chor Wien (2013)
- 2020, 2021 Großes Festspielhaus: Joana Mallwitz – Christof Loy – Johannes Leiacker

La clemenza di Tito (1791), KV 621, Text von Caterino Mazzolà (nach Pietro Metastasio)
- 1949 Landestheater (in einer Bearbeitung von Bernhard Paumgartner und Hans Curjel): Josef Krips – Hans Curjel – Hans Erni
- 1976, 1977, 1979 Felsenreitschule: James Levine – Jean-Pierre Ponnelle, ebenso Ausstattung
- 1988, 1989, 1991 Felsenreitschule: Riccardo Muti (bis 1989), Colin Davis (1991) – Peter Brenner – Enrico Job, Benito Persico
- 1992, 1994, 1997 Kleines Festspielhaus: Gustav Kuhn – Ursel Herrmann, Karl-Ernst Herrmann – Karl-Ernst Herrmann
- 2003, 2006 Felsenreitschule: Nikolaus Harnoncourt – Martin Kušej – Jens Kilian, Bettina Walter, Reinhard Traub
- 2017 Felsenreitschule: Teodor Currentzis – Peter Sellars – George Tsypin, Robby Duiveman

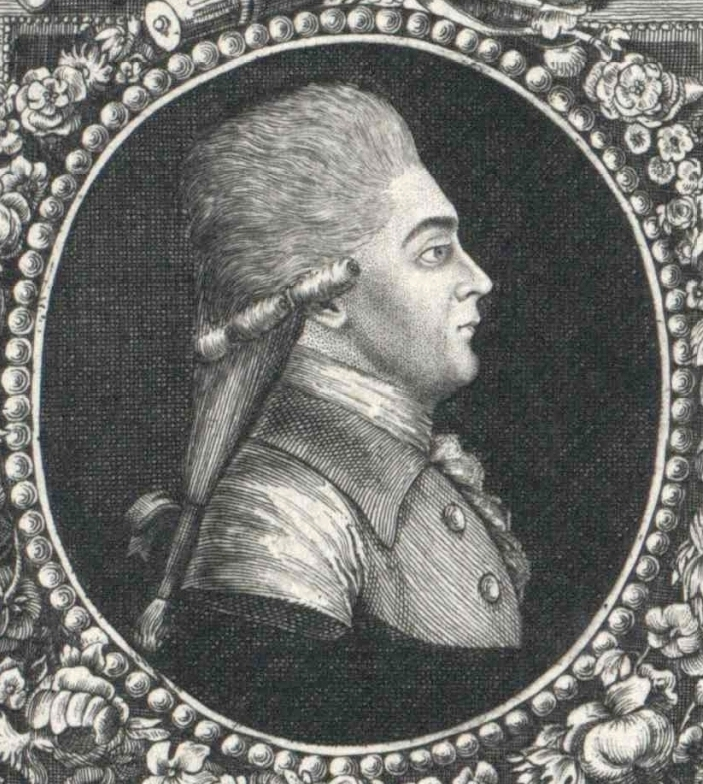
Emanuel Schikaneder

Die Zauberflöte (1791), KV 620, Text von Emanuel Schikaneder
- 1928 Festspielhaus: Franz Schalk – Lothar Wallerstein – Oskar Strnad
- 1931, 1932, 1933 Festspielhaus: Bruno Walter – Karlheinz Martin – Oskar Strnad
- 1937 Festspielhaus: Arturo Toscanini – Herbert Graf – Hans Wildermann
- 1941 Festspielhaus: Karl Böhm – Heinz Arnold – Ludwig Sievert
- 1943 Festspielhaus: Clemens Krauss, ebenso Regie – Stefan Hlawa – Erni Kniepert
- 1949, 1950, 1951, 1952 Felsenreitschule: Wilhelm Furtwängler, Rudolf Moralt – Oscar Fritz Schuh – Caspar Neher
- 1955, 1956 Felsenreitschule: Georg Solti – Herbert Graf – Oskar Kokoschka
- 1959, 1960 Kleines Festspielhaus: George Szell (1959), Joseph Keilberth (1960) – Günther Rennert – Ita Maximowna
- 1963, 1964 Großes Festspielhaus: István Kertész – Otto Schenk – Jörg Zimmermann, Hill Reihs-Gromes
- 1967, 1968, 1970 Großes Festspielhaus: Wolfgang Sawallisch – Oscar Fritz Schuh – Teo Otto
- 1974 Großes Festspielhaus: Herbert von Karajan – Giorgio Strehler – Luciano Damiani
- 1978, 1979, 1980, 1981, 1982, 1983, 1984, 1985, 1986 Felsenreitschule: James Levine – Jean-Pierre Ponnelle, ebenso Ausstattung
- 1991, 1993 Großes Festspielhaus: Georg Solti (1991), Bernard Haitink (1993) – Johannes Schaaf – Rolf Glittenberg, Marianne Glittenberg, Franz Peter David
- 1997, 1998, 2002 Felsenreitschule, 1999 Zauberflötenhalle im Messegelände: Christoph von Dohnányi (1997–1999), Bertrand de Billy (2002)- Achim Freyer, ebenso Ausstattung
- 2005 Großes Festspielhaus: Riccardo Muti – Graham Vick – Paul Brown, Matthew Richardson
- 2006, 2008 Großes Festspielhaus: Riccardo Muti – Pierre Audi, Saskia Boddeke (Regiemitarbeit) – Karel Appel, Jorge Jara, Jean Kalman
- 2012 Felsenreitschule: Nikolaus Harnoncourt – Jens-Daniel Herzog – Mathis Neidhardt, Stefan Bolliger
- 2018, 2022 Großes Festspielhaus: Constantinos Carydis (2018), Joana Mallwitz (2022) – Lydia Steier – Katharina Schlipf, Ursula Kudrna

### Richard Strauss

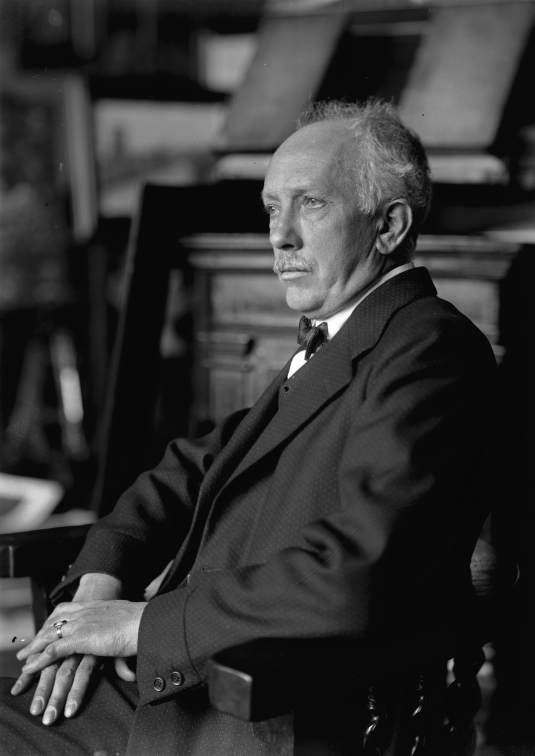
Richard Strauss, 1922

Salome (1905), Libretto vom Komponisten, nach Oscar Wilde
- 1977, 1978 Großes Festspielhaus: Herbert von Karajan, ebenso Regie – Günther Schneider-Siemssen
- 1992, 1993 Kleines Festspielhaus: Christoph von Dohnányi – Luc Bondy – Erich Wonder, Susanne Raschig, Alexander Koppelmann (Théâtre de la Monnaie)
- 2018, 2019 Felsenreitschule: Franz Welser-Möst – Romeo Castellucci (Regie und Ausstattung)

Elektra (1909), Text von Hugo von Hofmannsthal
- 1934, 1937 Festspielhaus: Clemens Krauss (1934), Hans Knappertsbusch (1937) – Lothar Wallerstein – Alfred Roller
- 1957 Felsenreitschule: Dimitri Mitropoulos – Herbert Graf – Gustav Vargo, Andreas Nomikos
- 1964, 1965 Großes Festspielhaus: Herbert von Karajan, ebenso Regie – Teo Otto
- 1989 Großes Festspielhaus: Claudio Abbado – Harry Kupfer – Hans Schavernoch, Reinhard Heinrich, Robert Stangl, Helmuth Reichmann (Wiener Staatsoper)
- 1996 Großes Festspielhaus: Lorin Maazel – Keita Asari – Ichiro Takada, Shigeaki Tsuchiya, Hanae Mori, Yuji Sawada
- 2010 Großes Festspielhaus: Daniele Gatti – Nikolaus Lehnhoff – Raimund Bauer, Andrea Schmidt-Futterer
- 2020, 2021 Felsenreitschule: Franz Welser-Möst – Krzysztof Warlikowski – Małgorzata Szczęśniak, ebenso Kostüme

Der Rosenkavalier (1911), Text von Hugo von Hofmannsthal
- 1929, 1930, 1931, 1932, 1933, 1934, 1935, 1937, 1938, 1939, 1941 Festspielhaus: Clemens Krauss, Josef Krips, Karl Böhm (1938, 1939), Hans Knappertsbusch (1941) – Lothar Wallerstein – Alfred Roller – Abendspielleitung (ab 1939) Erich von Wymetal
- 1946 Festspielhaus: Hans Swarowsky – Oskar Wälterlin
- 1949 Festspielhaus: George Szell – Lothar Wallerstein – Alfred Roller
- 1953 Festspielhaus: Clemens Krauss, Karl Böhm – Josef Gielen – Alfred Roller
- 1960, 1961, 1963, 1964, 1969 Großes Festspielhaus: Herbert von Karajan, Karl Böhm (1961, 1969) – Rudolf Hartmann – Teo Otto, Erni Kniepert
- 1978, 1979 Großes Festspielhaus: Christoph von Dohnányi – Günther Rennert – Veniero Colasanti, John Moore
- 1983, 1984 Großes Festspielhaus: Herbert von Karajan, ebenso Regie – Teo Otto, Erni Kniepert
- 1995 Großes Festspielhaus: Lorin Maazel – Herbert Wernicke, ebenso Ausstattung
- 2004 Großes Festspielhaus: Semjon Bytschkow, Peter Schneider – Robert Carsen – Peter Pabst
- 2014, 2015 Großes Festspielhaus: Franz Welser-Möst – Harry Kupfer – Hans Schavernoch, Yan Tax, Jürgen Hoffmann, Thomas Reimer

Ariadne auf Naxos (1912, 1916), Text von Hugo von Hofmannsthal
- 1926 Festspielhaus: Clemens Krauss, Richard Strauss – Lothar Wallerstein – Oskar Strnad
- 1954, 1955 Festspielhaus: Karl Böhm – Josef Gielen – Stefan Hlawa
- 1964, 1965 Kleines Festspielhaus: Karl Böhm – Günther Rennert – Ita Maximowna
- 1979, 1980, 1981, 1982 Kleines Festspielhaus: Karl Böhm (1979, 1980), Wolfgang Sawallisch (1981, 1982) – Dieter Dorn – Jürgen Rose
- 2001 Großes Festspielhaus: Christoph von Dohnányi – Jossi Wieler, Sergio Morabito – Anna Viebrock
- 2012 Haus für Mozart (Eigene Fassung für die Salzburger Festspiele von Sven-Eric Bechtolf): Daniel Harding – Sven-Eric Bechtolf – Rolf Glittenberg, Marianne Glittenberg, Jürgen Hoffmann (Wiener Staatsoper)

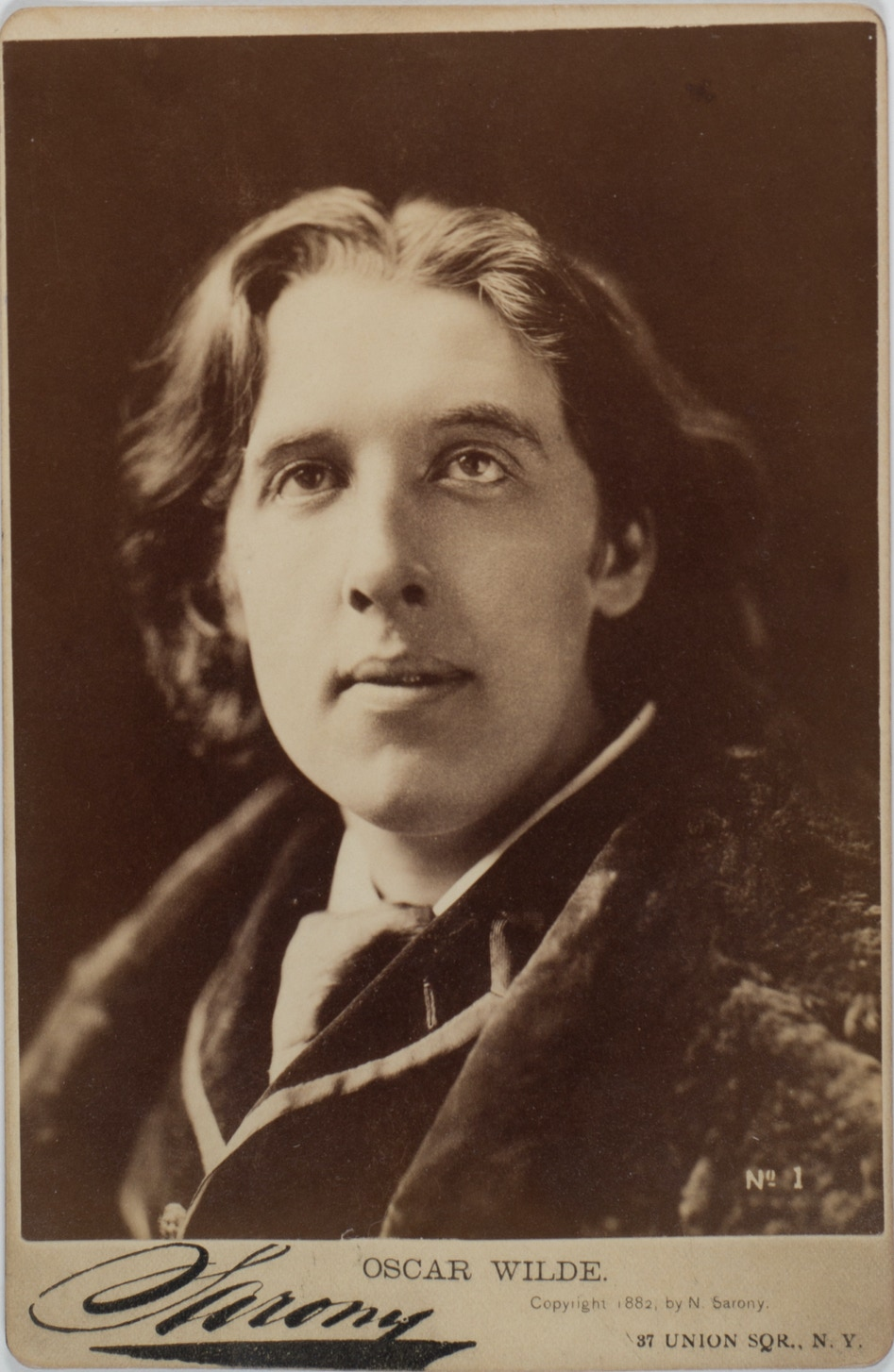
Oscar Wilde
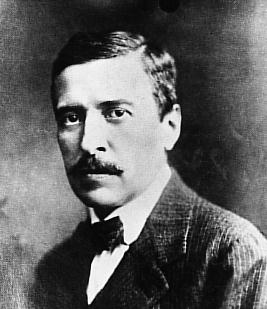
Hugo von Hofmannsthal
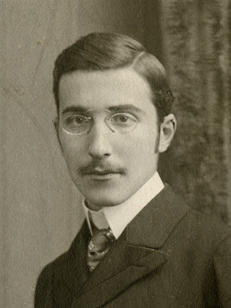
Stefan Zweig
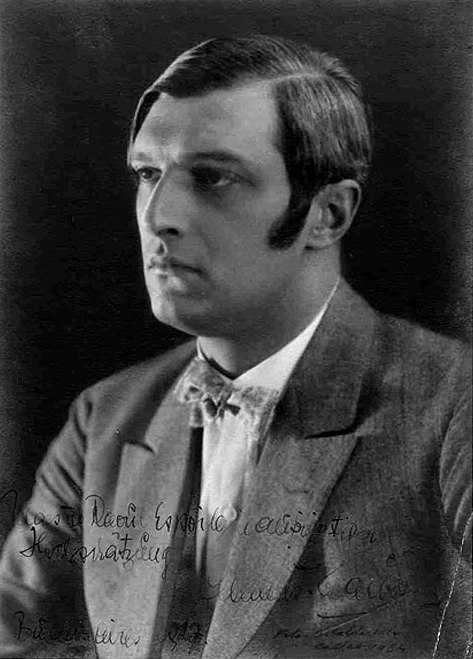
Clemens Krauss

Die Frau ohne Schatten (1919), Text von Hugo von Hofmannsthal
- 1932, 1933 Festspielhaus: Clemens Krauss – Lothar Wallerstein – Alfred Roller
- 1974, 1975 Großes Festspielhaus: Karl Böhm – Günther Rennert – Günther Schneider-Siemssen, Bernd Müller, Jörg Neumann
- 1992 Großes Festspielhaus: Georg Solti – Götz Friedrich – Rolf Glittenberg, Marianne Glittenberg, Franz Peter David (Übernahme von den Osterfestspielen 1992)
- 2011 Großes Festspielhaus: Christian Thielemann – Christof Loy – Johannes Leiacker, Ursula Renzenbrink, Stefan Bolliger

Die ägyptische Helena (1928), Text von Hugo von Hofmannsthal
- 1933 (Uraufführung der Neufassung), 1934 Festspielhaus: Clemens Krauss – Lothar Wallerstein – Alfred Roller, Robert Kautsky

Arabella (1933), Text von Hugo von Hofmannsthal
- 1942, 1943 Festspielhaus: Clemens Krauss – Rudolf Hartmann – Robert Kautsky – Erni Kniepert
- 1947 Festspielhaus: Karl Böhm – Günther Rennert – Robert Kautsky
- 1958 Festspielhaus: Joseph Keilberth – Rudolf Hartmann – Stefan Hlawa, Erni Kniepert

Die schweigsame Frau (1935), Text von Stefan Zweig.
- 1959 Festspielhaus: Karl Böhm – Günther Rennert – Teo Otto, Erni Kniepert

Die Liebe der Danae (1940), Libretto von Joseph Gregor
- 1944 (Öffentliche Generalprobe), 1952 (Uraufführung) Festspielhaus: Clemens Krauss – Rudolf Hartmann – Emil Preetorius
- 2002 Kleines Festspielhaus: Fabio Luisi – Günter Krämer – Gisbert Jäkel, Falk Bauer, Reinhard Traub
- 2016 Großes Festspielhaus: Franz Welser-Möst – Alvis Hermanis

Capriccio (1942), Text von Clemens Krauss
- 1950 Festspielhaus: Karl Böhm – Rudolf Hartmann – Gustav Vargo
- 1985, 1986, 1987, 1990 Kleines Festspielhaus: Horst Stein – Johannes Schaaf – Andreas Reinhardt

### Oper der Moderne und Postmoderne
- Richard Strauss war als einer der bedeutendsten Komponisten seiner Zeit auch Gründungsvater der Festspiele. Dadurch wurde die Auseinandersetzung mit zeitgenössischer Musik quasi ins Programm der Salzburger Festspiele geschrieben und eine rege Bemühung um Uraufführungen und Wiederaufführungen auch schwieriger Werke implementiert. Daher war und ist Salzburg für zeitgenössische Komponisten durchgehend ein attraktiver Aufführungsort geblieben, nicht zuletzt aufgrund der künstlerischen und finanziellen Potenz des Festivals.
- Thomas Adès: The Exterminating Angel. Uraufführung, 2016 Haus für Mozart: Thomas Adès – Tom Cairns – Hildegard Bechtler
- Samuel Barber: Vanessa. Europäische Erstaufführung, 1958 Festspielhaus: Dimitri Mitropoulos – Gian Carlo Menotti, Nathaniel C. Merrill – Cecil Beaton
- Béla Bartók: Herzog Blaubarts Burg
  - 1995 Großes Festspielhaus: Christoph von Dohnányi – Robert Wilson, ebenso Bühnenbild – Frida Parmeggiani
  - 2008 Großes Festspielhaus: Péter Eötvös, Gregory Vajda – Johan Simons – Daniel Richter, Greta Goiris, Mark Van Denesse
  - 2022 Felsenreitschule: Teodor Currentzis – Romeo Castellucci (Regie, Bühne, Kostüme, Licht); kombiniert mit Orff: De temporum fine comoedia

- Alban Berg

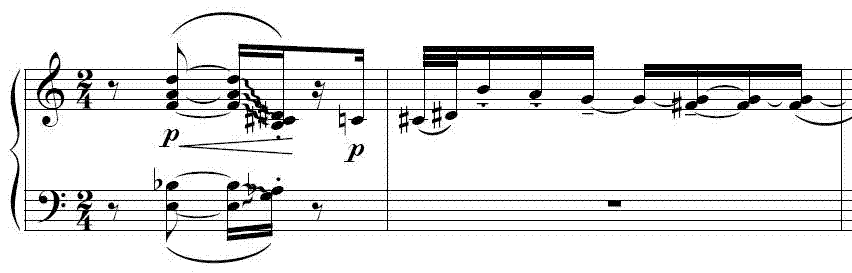
Wozzeck (Ouverture), 1925

  - Wozzeck. 1951 Festspielhaus: Karl Böhm – Oscar Fritz Schuh – Caspar Neher
    - 1971, 1972 Großes Festspielhaus: Karl Böhm – Gustav Rudolf Sellner – Jürgen Rose
    - 1997 Großes Festspielhaus: Claudio Abbado – Peter Stein – Stefan Mayer, Moidele Bickel, Heinrich Brunke
    - 2017 Haus für Mozart: Vladimir Jurowski – William Kentridge, Luc De Wit – Sabine Theunissen, Greta Goiris

  - Lulu. 1995, 1999 Kleines Festspielhaus: Michael Gielen – Peter Mussbach, ebenso Bühnenbild – Andrea Schmidt-Futterer, Konrad Lindenberg, Vera Dobroschke
    - 2010 Felsenreitschule: Marc Albrecht – Vera Nemirova – Daniel Richter, Klaus Noack, Manfred Voss
- Luciano Berio
  - Un re in ascolto. Uraufführung, 1984 Kleines Festspielhaus: Lorin Maazel – Götz Friedrich – Günther Schneider-Siemssen, Rolf Langenfass (Wiener Staatsoper)
  - Cronaca del Luogo. 1999, Felsenreitschule: Sylvain Cambreling – Claus Guth – Christian Schmidt, Heinrich Brunke
- Leonard Bernstein: West Side Story. 2016 (Pfingsten und Sommer) Felsenreitschule: Gustavo Dudamel – Philip Wm. McKinley – George Tsypin, Ann Hould-Wart
- Harrison Birtwistle: Gawein (1991/99). 2013 Felsenreitschule: Ingo Metzmacher – Alvis Hermanis, ebenso Bühne – Eva Dessecker, Gleb Filshtinsky
- Boris Blacher: Romeo und Julia (1943). Szenische Uraufführung, 1950 Landestheater: Josef Krips – Josef Gielen – Caspar Neher
- Benjamin Britten: The Rape of Lucretia (1946). 1950 Landestheater: Josef Krips – Josef Gielen – Caspar Neher
- Ferruccio Busoni: Doktor Faust (1925). 1999 Großes Festspielhaus: Kent Nagano – Peter Mussbach – Erich Wonder, Andrea Schmidt-Futterer, Konrad Lindenberg
- Friedrich Cerha: Baal. Uraufführung, Kleines Festspielhaus 1981: Christoph von Dohnányi – Otto Schenk – Rolf Langenfass (Staatsoper Wien)
- Marc-André Dalbavie: Charlotte Salomon. Uraufführung, Felsenreitschule 2014: Marc-André Dalbavie – Luc Bondy – Johannes Schütz, Moidele Bickel, Bertrand Couderc
- Helmut Eder: Mozart in New York. Uraufführung, 1991 Landestheater: Hans Graf – Lutz Hochstraate – Carlo Diappi (Salzburger Landestheater)
- Werner Egk: Irische Legende. Uraufführung, 1955 Felsenreitschule: George Szell – Oscar Fritz Schuh – Caspar Neher
- Gottfried von Einem
  - Dantons Tod, nach Georg Büchner. 1947 Festspielhaus: Ferenc Fricsay – Oscar Fritz Schuh – Caspar Neher
  - Der Prozess, nach Franz Kafka. Uraufführung, 1953 Festspielhaus: Karl Böhm – Oscar Fritz Schuh – Caspar Neher
- George Enescu: Oedipe. 2019 Felsenreitschule: Ingo Metzmacher – Achim Freyer (Regie und Ausstattung)
- Heimo Erbse: Julietta. Uraufführung, 1959 Festspielhaus: Antal Doráti – Oskar Wälterlin – Caspar Neher
- Hans Werner Henze
  - Die Bassariden. Uraufführung, 1966 Großes Festspielhaus: Christoph von Dohnányi – Gustav Rudolf Sellner – Filippo Sanjust
    - 2018 Felsenreitschule: Kent Nagano – Krzysztof Warlikowski – Malgorzata Szczesniak

  - L’Upupa oder Der Triumph der Sohnesliebe. Uraufführung, 2003 Kleines Festspielhaus: Markus Stenz – Dieter Dorn – Jürgen Rose, Tobias Löffler
- Caspar René Hirschfeld: Bianca. Uraufführung, 1991 Studio der Hochschule Mozarteum: Udo Zimmermann – Uwe Wand
- Leoš Janáček
  - Jenůfa. 2001 Felsenreitschule: John Eliot Gardiner – Bob Swaim – Ferdinand Wögerbauer, Chloé Obolensky, Jean Kalman
  - Káťa Kabanová. 1998 Kleines Festspielhaus: Sylvain Cambreling – Christoph Marthaler – Anna Viebrock, Olaf Winter
    - 2022 Felsenreitschule: Jakub Hrůša – Barrie Kosky – Rufus Didwiszus – Victoria Behr

  - Věc Makropulos. 2011 Großes Festspielhaus: Esa-Pekka Salonen – Christoph Marthaler – Anna Viebrock, Olaf Winter
  - Z mrtvého domu. 1992 Großes Festspielhaus: Claudio Abbado – Klaus Michael Grüber – Eduardo Arroyo, Vinicio Cheli
- Erich Wolfgang Korngold: Die tote Stadt, 2004 Kleines Festspielhaus: Donald Runnicles – Willy Decker – Wolfgang Gussmann, Wolfgang Goebbel
- Rolf Liebermann
  - Penelope. Uraufführung, 1954 Festspielhaus: George Szell – Oscar Fritz Schuh – Caspar Neher
  - Die Schule der Frauen. Uraufführung, 1957 Landestheater: George Szell – Oscar Fritz Schuh – Caspar Neher
- György Ligeti: Le Grand Macabre. Erstaufführung der revidierten Fassung, 1997 Großes Festspielhaus: Esa-Pekka Salonen – Peter Sellars – George Tsypin, Dunya Ramicova (Théâtre du Châtelet)
- Bruno Maderna: Satyricon. Uraufführung, 1991 Studio der Hochschule Mozarteum: Udo Zimmermann – George Tabori (Oper Leipzig, Mozarteum)
- Frank Martin
  - Le vin herbé. Szenische Uraufführung, 1948 Landestheater: Ferenc Fricsay – Oscar Fritz Schuh – Caspar Neher
  - Mysterium von der Geburt des Herrn. Szenische Uraufführung, 1960 Großes Festspielhaus: Heinz Wallberg – Margarete Wallmann – Helmut Jürgens, Anni Keim-Strauss
- Olivier Messiaen
  - Saint François d’Assise. 1992, 1998 Felsenreitschule: Esa-Pekka Salonen (1992), Kent Nagano (1998) – Peter Sellars – George Tsypin, Dunya Ramicova
  - Quatuor pour la fin du temps. 1996 Stadtkino: Mathis Dulack – Christoph Marthaler – Anna Viebrock
- Luigi Nono:
  - Al gran sole carico d’amore. 2009 Felsenreitschule: Ingo Metzmacher – Katie Mitchell – Vicki Mortimer, Leo Warner, Bruno Poet (Staatsoper Unter den Linden, Berlin)
  - Intolleranza 1960. 2021 Felsenreitschule: Ingo Metzmacher – Jan Lauwers, ebenso Bühnenbild – Lot Lemm
- Carl Orff
  - Antigonae, nach Sophokles in der Hölderlin-Übersetzung. Uraufführung, 1949 Felsenreitschule: Ferenc Fricsay – Oscar Fritz Schuh – Caspar Neher
  - De temporum fine comoedia. Uraufführung, 1973 Großes Festspielhaus: Herbert von Karajan – August Everding – Günther Schneider-Siemssen, Andrzej Majekski
    - 2022 Felsenreitschule: Teodor Currentzis – Romeo Castellucci (Regie, Bühne, Kostüme, Licht); kombiniert mit Bartók: Herzog Blaubarts Burg
- Bernhard Paumgartner: Die Höhle von Salamanca. 1928 Gastspiel des Leningrader Opernstudios.
- Krzysztof Penderecki: Die schwarze Maske. Uraufführung, 1986 Kleines Festspielhaus: Woldemar Nelsson – Harry Kupfer – Hans Schavernoch – Reinhard Heinrich
- Hans Pfitzner: Palestrina. 1955 Festspielhaus: Rudolf Kempe – Günther Rennert – Wilhelm Reinking
- Aribert Reimann: Lear. 2017 Felsenreitschule: Franz Welser-Möst – Simon Stone – Bob Cousins, Mel Page
- Wolfgang Rihm
  - Dionysos. Uraufführung, 2010 Haus für Mozart: Ingo Metzmacher – Pierre Audi – Jonathan Meese, Jorge Jara, Jean Kalman, Martin Eidenberger
  - Die Eroberung von Mexico. 2015 Felsenreitschule: Ingo Metzmacher – Peter Konwitschny
- Nikolai Andrejewitsch Rimski-Korsakow: Der unsterbliche Kaschtschei. 1928 Gastspiel des Leningrader Opernstudios
- Kaija Saariaho: L’amour de loin, Uraufführung, 2000 Felsenreitschule: Kent Nagano – Peter Sellars – George Tsypin – Martin Pakledinaz (Théâtre du Châtelet Paris, The Santa Fe Opera)
- Franz Schmidt: Das Buch mit sieben Siegeln. Szenische Aufführung des Oratoriums. 1987 Kollegienkirche: Hans Graf – George Tabori – Andreas Szalla
- Arnold Schönberg
  - Erwartung. 1995 Großes Festspielhaus: Christoph von Dohnányi – Robert Wilson, ebenso Bühnenbild – Frida Parmeggiani
  - Pierrot lunaire. 1996 Stadtkino: Mathis Dulack – Christoph Marthaler – Anna Viebrock
  - Moses und Aron. 1987, 1988 Felsenreitschule: James Levine – Jean-Pierre Ponnelle, ebenso Ausstattung
    - 1996 Großes Festspielhaus: Pierre Boulez – Peter Stein – Karl-Ernst Herrmann, Moidele Bickel (De Nederlandse Opera)
- Dmitri Schostakowitsch
  - Lady Macbeth von Mzensk. 2001 Großes Festspielhaus: Valery Gergiev – Peter Mussbach – Klaus Kretschmer – Andrea Schmidt-Futterer (Mariinsky-Theater)
    - 2017 Großes Festspielhaus: Mariss Jansons – Andreas Kriegenburg – Harald B. Thor, Tanja Hofmann
- Franz Schreker: Die Gezeichneten. 2005 Felsenreitschule: Kent Nagano – Nikolaus Lehnhoff – Raimund Bauer, Andrea Schmidt-Futterer, Alexander Koppelmann
- Igor Strawinsky
  - Histoire du soldat. 1994 Festspielzelt im Toskanatrakt der Residenz: Andrej Boreyko – Barbara Mundel, Veit Volkert – Hermann Feuchter
  - Oedipus Rex und Psalmensinfonie. 1994 Großes Festspielhaus: Kent Nagano – Peter Sellars – Coop Himmelblau, Dunya Ramicova
  - The Rake’s Progress. 1994, 1996 Kleines Festspielhaus: Sylvain Cambreling – Peter Mussbach – Jörg Immendorff
- Rudolf Wagner-Régeny: Das Bergwerk zu Falun. Uraufführung, 1961 Kleines Festspielhaus: Heinz Wallberg – Paul Hager – Leni Bauer-Ecsy
- Kurt Weill: Aufstieg und Fall der Stadt Mahagonny. 1998 Großes Festspielhaus: Dennis Russell Davies – Peter Zadek – Richard Peduzzi, Norma Moriceau
- Gerhard Wimberger: Fürst von Salzburg – Wolf Dietrich. Uraufführung, 1987 Felsenreitschule: Hans Graf – Wolfgang Glück – Imre Vincze, Silvia Strahammer (Salzburger Landestheater)
- Alexander Zemlinsky: Der König Kandaules. 2002 Kleines Festspielhaus: Kent Nagano – Christine Mielitz – Alfred Hrdlicka, Christian Floeren, Friedrich Rom
- Bernd Alois Zimmermann: Die Soldaten. 2012 Felsenreitschule: Ingo Metzmacher – Alvis Hermanis, ebenso Bühne – Eva Dessecker, Gleb Filshtinsky
- Udo Zimmermann: Der Schuhu und die fliegende Prinzessin. 1995 Großes Studio der Hochschule Mozarteum: Udo Zimmermann – Michael Heinicke – Stefan Wiel (Mozarteum)

### Barock und Frühwerke

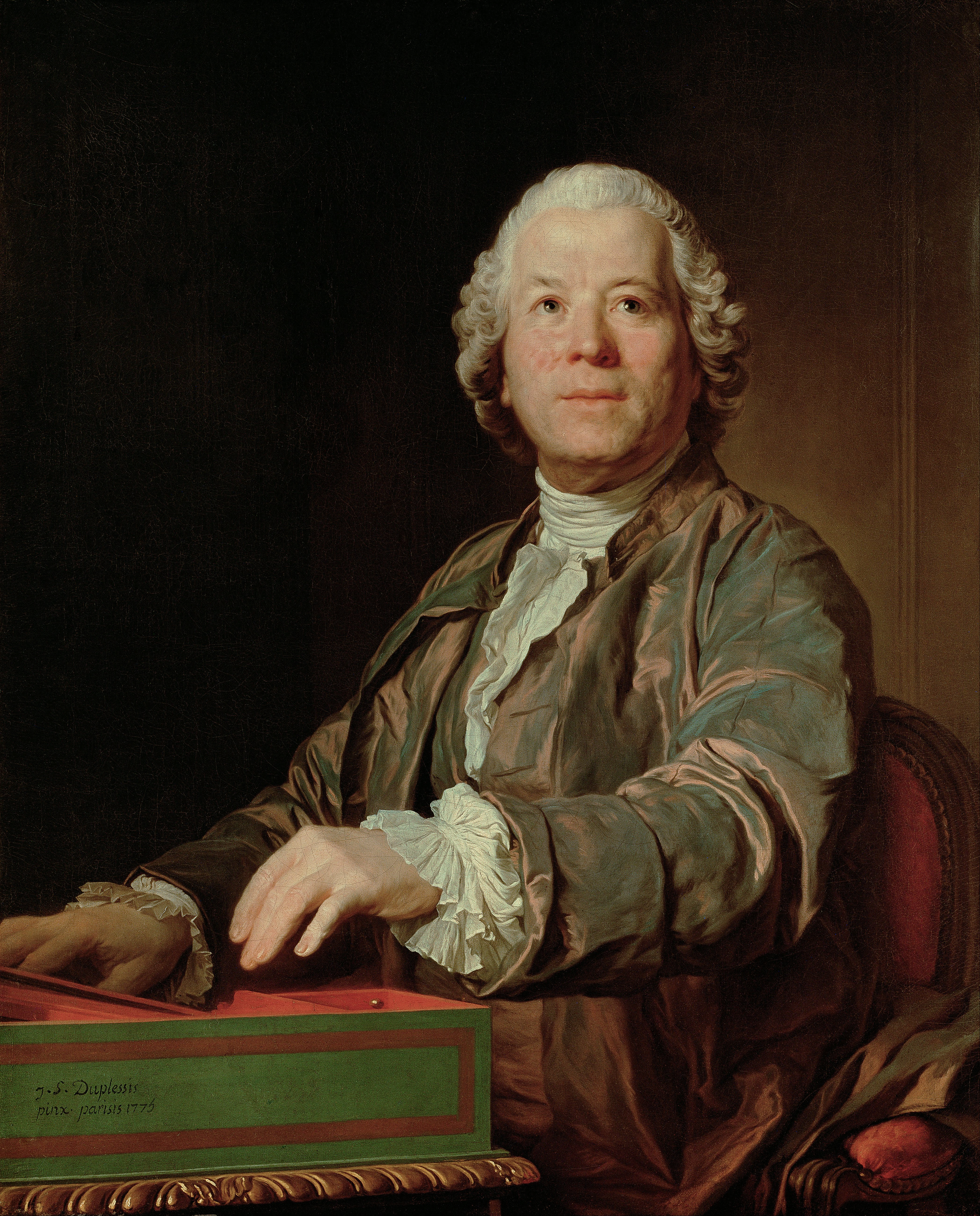
Gluck

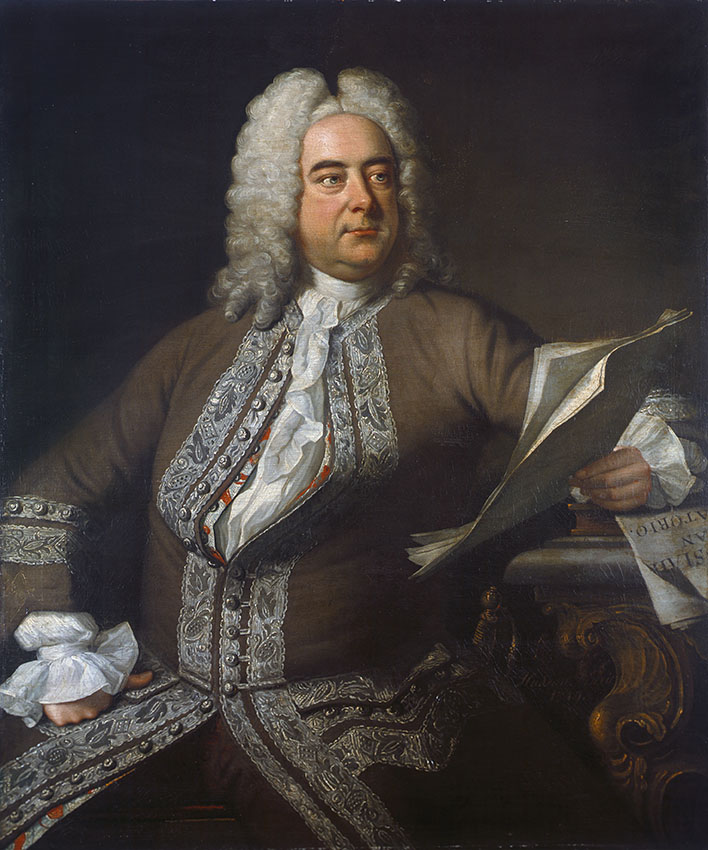
Händel

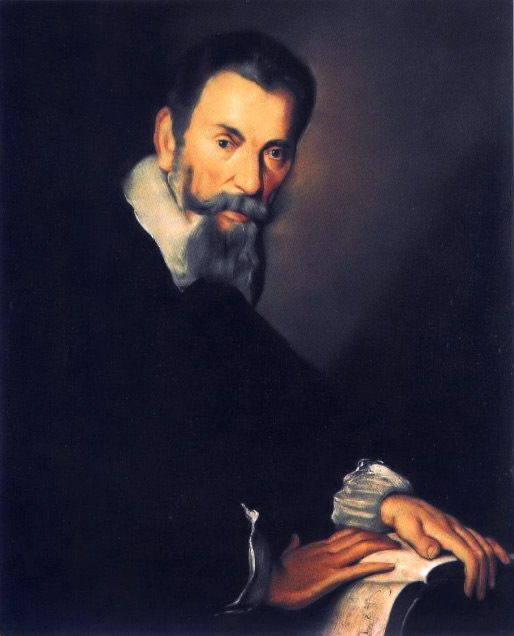
Monteverdi

Emilio de’ Cavalieri: Rappresentatione di Anima, et di Corpo (1600). 1968 Felsenreitschule, 1969, 1970, 1971, 1972, 1973 Kollegienkirche: Rolf Maedel (1968), Ernst Märzendorfer (ab 1969) – Herbert Graf – Veniero Colasanti, John Moore
Francesco Cavalli: La Calisto. 1998 (nur Pfingsten) Kleines Festspielhaus: René Jacobs – Herbert Wernicke, ebenso Ausstattung
Christoph Willibald Gluck
- Orfeo ed Euridice
  - 1931, 1932, 1933 Festspielhaus: Bruno Walter – Karlheinz Martin, Margarete Wallmann (1933) – César Klein
  - 1936, 1937 Festspielhaus: Bruno Walter – Margarete Wallmann – Robert Kautsky, Ladislaus Czettel
  - 1948, 1949, 1959 Felsenreitschule: Herbert von Karajan, Josef Krips  – Oscar Fritz Schuh – Caspar Neher
  - 2010 Großes Festspielhaus: Riccardo Muti – Dieter Dorn – Jürgen Rose, Tobias Löffler
- Iphigénie en Tauride
  - 2000 Residenzhof: Ivor Bolton – Claus Guth – Christian Schmidt (Staatstheater Nürnberg)
  - 2015 Haus für Mozart: Diego Fasolis – Moshe Leiser, Patrice Caurier – Christian Fenouillat, Agostino Cavalca, Christophe Forey (Pfingsten und Sommer)
- Iphigénie en Aulide
  - 1930 Festspielhaus: Bruno Walter – Marie Gutheil-Schoder – Alfred Roller
  - 1962, 1963 Felsenreitschule: Karl Böhm – Günther Rennert – Caspar Neher

Georg Friedrich Händel
- Theodora. 2009 Großes Festspielhaus: Ivor Bolton – Christof Loy  – Annette Kurz, Ursula Renzenbrink, Stefan Bolliger,
- Jephtha. 1984, 1985, 1986 Kollegienkirche: Ralf Weikert  – Federik Mirdita  – Hannes Rader
- Saul. 1985 Kollegienkirche: Ralf Weikert – Federik Mirdita – Hannes Rader (Salzburger Landestheater)
- Radamisto. 2002 (nur Pfingsten) Felsenreitschule: Martin Haselböck  – Hans Gratzer, ebenso Bühne – Andrea Uhmann, Lukas Kaltenbäck, Hans Ilsanker
- Giulio Cesare in Egitto. 2012 Haus für Mozart: Giovanni Antonini – Moshe Leiser, Patrice Caurier – Christian Fenouillat, Agostino Cavalca, Christophe Forey
- Ariodante. 2017 (Pfingsten und Sommer) Haus für Mozart: Gianluca Capuano – Christof Loy – Johannes Leiacker, Ursula Renzenbrink
- Alcina. 2019 (Pfingsten und Sommer) Haus für Mozart: Gianluca Capuano – Damiano Michieletto – Paolo Fantin, Agostino Cavalca

Stefano Landi: Il Sant’Alessio. 1977, 1978 Felsenreitschule: Peter Maag – August Everding – Jean-Pierre Ponnelle, Pet Halmen
Claudio Monteverdi
- L’Orfeo
  - 1971 Felsenreitschule: Bernhard Conz – Erich Walter, Choreographie – Heinrich Wendel, Jan Skalický
  - 1993 Residenzhof: René Jacobs – Herbert Wernicke, ebenso Ausstattung
- Il ritorno d’Ulisse in patria (Freie Neugestaltung von Hans Werner Henze). 1985, 1987 Felsenreitschule: Jeffrey Tate – Michael Hampe – Mauro Pagano, Hans Toelstede
- L’incoronazione di Poppea
  - 1993 Großes Festspielhaus: Nikolaus Harnoncourt – Jürgen Flimm – Rolf Glittenberg, Marianne Glittenberg, Franz Peter David
  - 2018 Haus für Mozart: William Christie – Jan Lauwers (Regie und Bühne) – Lemm&Barkey

Giovanni Battista Pergolesi
- La serva padrona
  - 1926 Stadttheater: Franz Schalk – Richard Mayr
  - 1969, 1970 Residenz: Leopold Hager – Ladislav Strohs – Marcel Pokorny

Henry Purcell: King Arthur. 2004 Felsenreitschule: Nikolaus Harnoncourt – Jürgen Flimm – Klaus Kretschmer, Birgit Hutter, Manfred Voss, Alfred Loch
Jean-Philippe Rameau: Les Boréades. 1999 (Pfingsten und Sommer) Kleines Festspielhaus: Simon Rattle – Karl-Ernst Herrmann, Ursel Herrmann

### Klassisches Repertoire und Raritäten
Ludwig van Beethoven: Fidelio
- 1927, 1928, 1930, 1931, 1932, 1933, 1934, 1935, 1936, 1937, 1938 Festspielhaus: Franz Schalk (bis 1930), Clemens Krauss (1931, 1934), Richard Strauss (1932, 1933), Arturo Toscanini (1935 bis 1937), Hans Knappertsbusch (1938) – Lothar Wallerstein  – Clemens Holzmeister
- 1948, 1949, 1950 Festspielhaus: Wilhelm Furtwängler – Günther Rennert – Emil Preetorius
- 1957, 1958 Felsenreitschule: Herbert von Karajan, ebenso Inszenierung – Helmut Jürgens
- 1968, 1969 Großes Festspielhaus, 1970 Felsenreitschule: Karl Böhm  – Günther Rennert  – Rudolf Heinrich
- 1982, 1983 Großes Festspielhaus: Lorin Maazel  – Leopold Lindtberg  – Hans Ulrich Schmückle, Sylta Busse
- 1990 Großes Festspielhaus: Horst Stein  – Peter Brenner  – Günther Schneider-Siemssen, Waltraut Engelberg (Übernahme von den Osterfestspielen 1990)
- 1996, 1998 Großes Festspielhaus: Georg Solti, Philippe Auguin (beide 1996), Michael Gielen (1998) – Herbert Wernicke, ebenso Ausstattung und Licht
- 2015 Großes Festspielhaus: Franz Welser-Möst  – Claus Guth  – Christian Schmidt, Olaf Freese, Andi A. Müller

Vincenzo Bellini
- Norma. 2013, 2015 Haus für Mozart: Giovanni Antonini  – Moshe Leiser, Patrice Caurier – Christian Fenouillat, Agostino Cavalca, Christophe Forey

Hector Berlioz
- Benvenuto Cellini. 2007 Großes Festspielhaus: Valery Gergiev  – Philipp Stölzl, ebenso Bühnenbild – Kathi Maurer, Duane Schuler
- La damnation de Faust. 1999 Felsenreitschule: Sylvain Cambreling – Alex Ollé, Carlos Padrissa – Jaume Plensa, Heinrich Brunke, Franc Aleu
- Les Troyens. 2000 Großes Festspielhaus: Sylvain Cambreling  – Herbert Wernicke, ebenso Ausstattung

Georges Bizet: Carmen
- 1966, 1967 Großes Festspielhaus: Herbert von Karajan, ebenso Inszenierung – Teo Otto, Georges Wakhévitch
- 1985, 1986 Großes Festspielhaus: Herbert von Karajan, ebenso Inszenierung – Günther Schneider-Siemssen, Georges Wakhévitch, Magda Gstrein (Übernahme von den Osterfestspielen 1985)
- 2012 Großes Festspielhaus: Simon Rattle – Aletta Collins – Miriam Buether, Gabrielle Dalton, Andreas Fuchs (Osterfestspiele)

Luigi Cherubini: Médée. 2019 Großes Festspielhaus: Thomas Hengelbrock – Simon Stone - Bob Cousins, Mel Page
Domenico Cimarosa
- Il ritorno di Don Calandrino. 2007 Haus für Mozart: Riccardo Muti  – Ruggero Cappuccio – Edoardo Sanchi, Carlo Poggioli, Maurizio Viani
- Il matrimonio segreto. 1931 Stadttheater: Arturo Lucon – Mario Ghisalberti (Stagione d’Opera Italiana, La Scala)

Alexander Sergejewitsch Dargomyschski
- Der steinerne Gast. 1928 Gastspiel des Leningrader Opernstudios

Claude Debussy
- Le Martyre de Saint Sébastien. 1986 Großes Festspielhaus: Sylvain Cambreling  – Maurice Béjart – Maurizio Balo, Claude Tissier (La Monnaie, La Scala)
- Pelléas et Mélisande. 1997 Großes Festspielhaus: Sylvain Cambreling  – Robert Wilson, ebenso Bühnenbild – Frida Parmeggiani, Heinrich Brunke (Operá de Paris)

Gaetano Donizetti: Don Pasquale
- 1925, 1930 Stadttheater: Bruno Walter – Hans Breuer, Martin Zickel (Wiener Staatsoper)
- 1931 Stadttheater: Arturo Lucon – Mario Ghisalberti (Stagione d’Opera Italiana, La Scala)
- 1952 Landestheater: Mario Rossi – Oscar Fritz Schuh  – Caspar Neher
- 1971, 1972 Kleines Festspielhaus: Riccardo Muti – Ladislav Stros, ebenso Bühne – Marcel Pokorný

Antonín Dvořák
- Rusalka. 2008 Haus für Mozart: Franz Welser-Möst – Jossi Wieler, Sergio Morabito – Barbara Ehnes, Anja Rabes, Olaf Freese, Chris Kondek

Charles Gounod
- Roméo et Juliette. 2008, 2010 Felsenreitschule: Yannick Nézet-Séguin – Bartlett Sehr – Michael Yeargan, Catherine Zuber, Jennifer Tipton
- Faust. 2016 Großes Festspielhaus: Alejo Perez – Reinhard von der Thannen (Regie und Ausstattung)

Joseph Haydn
- Die Welt auf dem Monde. 1959 Landestheater: Bernhard Conz – Georg Reinhardt – Heinrich Wendel
- Armida. 2009 Felsenreitschule: Ivor Bolton – Christof Loy – Dirk Becker, Bettina Walter, Olaf Winter

Niccolò Jommelli
- Demofoonte. 2009 (nur Pfingsten) Haus für Mozart: Riccardo Muti – Cesare Lievi – Margherita Palli, Marina Luxardo, Gigi Saccomandi (Ravenna Festival, Opéra National de Paris)

Saverio Mercadante
- I due Figaro. 2011 (nur Pfingsten) Haus für Mozart: Riccardo Muti – Emilio Sagi – Daniel Bianco, Jesús Ruiz, Eduardo Bravo (Ravenna Festival, Teatro Real Madrid)

Modest Mussorgsky: Boris Godunow, Fassung von Nikolai Rimski-Korsakow
- 1965, 1966, 1967 Großes Festspielhaus: Herbert von Karajan, ebenso Regie – Günther Schneider-Siemssen, Ronny Reiter
- 1994, 1998 Großes Festspielhaus: Claudio Abbado (1994), Valery Gergiev (1998) – Herbert Wernicke, ebenso Ausstattung (Übernahme von den Osterfestspielen 1994)

Jacques Offenbach
- La Belle Hélène
  - 2000 Perner-Insel Hallein: Stéphane Petitjean – Herbert Wernicke (Festival d’Aix-en-Provence)

- Orphée aux enfers 2019 Haus für Mozart: Enrique Mazzolla – Barrie Kosky – Rufus Didwiszus, Victoria Behr

- Les contes d’Hoffmann
  - 1980, 1981, 1982 Großes Festspielhaus: James Levine – Jean-Pierre Ponnelle, ebenso Bühnenbild – Pet Halmen
  - 2003 Großes Festspielhaus: Kent Nagano – David McVicar – Tanya McCallin, Paule Constable

Giovanni Paisiello
- Il matrimonio inaspettato 2008 (nur Pfingsten) Haus für Mozart: Riccardo Muti – Andrea De Rosa – Sergio Tramonti, Alessandro Lai, Pasquale Mari (Ravenna Festival)

Giacomo Puccini
- La Bohème, 2012 Großes Festspielhaus: Daniele Gatti – Damiano Michieletto – Paolo Fantin, Carla Teti, Martin Gebhardt
- Tosca, 1989 Großes Festspielhaus: Georges Prêtre – Peter Busse – Günther Schneider-Siemssen, Magda Gstrein, Helmuth Reichmann (Übernahme von den Osterfestspielen 1988 / 89)
- Il trittico, 2022 Großes Festspielhaus: Franz Welser-Möst – Christof Loy – Etienne Pluss – Barbara Drosihn
- Turandot, Fassung von Luciano Berio, 2002 Großes Festspielhaus: Valery Gergiev – David Pountney – Johan Engels, Marie-Jeanne Lecca, Jean Kalman

Gioachino Rossini
- L’italiana in Algeri, 2018 (Pfingsten und Sommer) Haus für Mozart: Jean-Christophe Spinosi – Moshe Leiser, Patrice Caurier – Christian Fenouillat, Agostino Cavalca
- Il barbiere di Siviglia
  - 1931 Festspielhaus: Arturo Lucon – Mario Ghisalberti (Stagione d’Opera Italiana, La Scala)
  - 1939 Festspielhaus: Tullio Serafin – Guido Salvini – Guido Salvini, Aldo Calvo
  - 1968, 1969 Kleines Festspielhaus: Claudio Abbado – Jean-Pierre Ponnelle, ebenso Ausstattung
  - 2022 Haus für Mozart: Gianluca Capuano – Rolando Villazón – Harald B. Thor – Brigitte Reiffenstuel  (Übernahme von den Pfingstfestspielen 2022)
- Otello
  - 2014 Großes Festspielhaus: Jean-Christophe Spinosi – Moshe Leiser, Patrice Caurier – Christian Fenouillat, Agostino Cavalca, Christophe Forey/Hans-Rudolf Kunz (Pfingsten)
- La Cenerentola
  - 1988, 1989 Kleines Festspielhaus: Riccardo Chailly (1988), John Pritchard (1989) – Michael Hampe – Mauro Pagano, Hans Toelstede
  - 2014 Haus für Mozart: Jean-Christophe Spinosi – Damiano Michieletto – Paolo Fantin, Agostino Cavalca, Alessandro Carletti (Pfingsten und Sommer)
- Moïse et Pharaon
  - 2009 Großes Festspielhaus: Riccardo Muti – Jürgen Flimm – Ferdinand Wögerbauer, Birgit Hutter, Friedrich Rom

Franz Schubert
- Fierrabras 2014 Haus für Mozart: Ingo Metzmacher – Peter Stein – Ferdinand Wögerbauer, Annamaria Heinreich, Joachim Barth

Johann Strauss: Die Fledermaus
- 1926 Stadttheater: Bruno Walter – Josef Hietz, u. a. mit Fritzi Massary
- 2001 Felsenreitschule: Marc Minkowski – Hans Neuenfels – Reinhard von der Thannen

Peter Iljitsch Tschaikowski
- Eugen Onegin. 2007 Großes Festspielhaus: Daniel Barenboim – Andrea Breth – Martin Zehetgruber, Silke Willrett, Marc Weeger, Friedrich Rom
- Pique Dame. 2018 Großes Festspielhaus: Mariss Jansons – Hans Neuenfels – Christian Schmidt, Reinhard von der Thannen

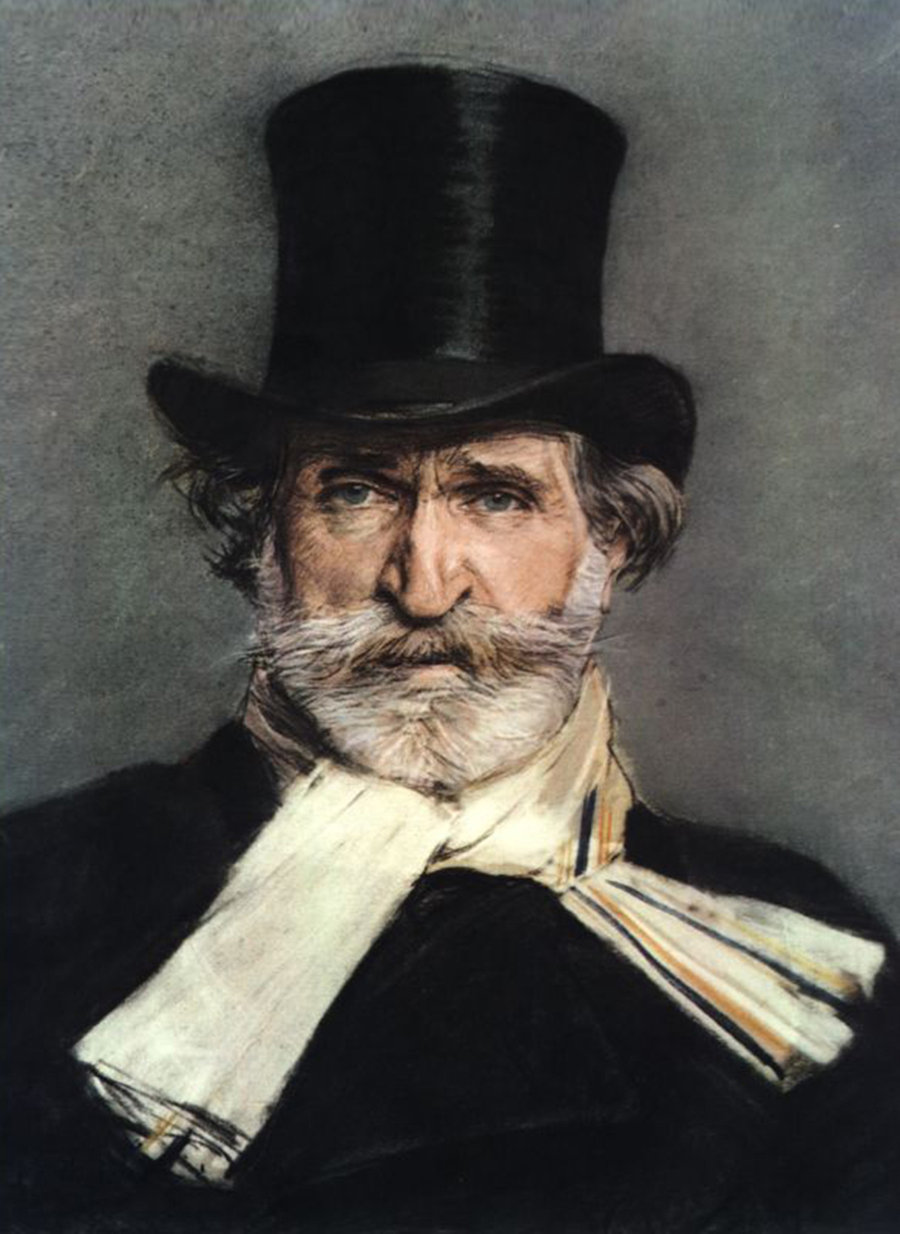
Giuseppe Verdi
- Macbeth
  - 1964, 1965 Felsenreitschule: Wolfgang Sawallisch – Oscar Fritz Schuh – Teo Otto
  - 1984, 1985 Großes Festspielhaus: Riccardo Chailly – Piero Faggioni – Ezio Frigerio, Franca Squarciapino
  - 2011 Felsenreitschule: Riccardo Muti – Peter Stein – Ferdinand Wögerbauer, Annamaria Heinreich, Joachim Barth
- Il trovatore
  - 1962, 1963 Großes Festspielhaus: Herbert von Karajan, ebenso Regie – Teo Otto, Georges Wakhévitch
  - 2014, 2015 Großes Festspielhaus: Daniele Gatti, Gianandrea Noseda (2015) – Alvis Hermanis, auch Bühne – Eva Dessecker, Gleb Filshtinsky, Ineta Sipunova
- La traviata
  - 1995 Großes Festspielhaus: Riccardo Muti – Lluis Pasqual – Luciano Damiani, Vinicio Cheli
  - 2005 Großes Festspielhaus: Carlo Rizzi – Willy Decker – Wolfgang Gussmann
- Simon Boccanegra
  - 1961 Felsenreitschule: Gianandrea Gavazzeni – Herbert Graf – Georges Wakhévitch
  - 2019 Großes Haus: Valery Gergiev – Andreas Kriegenburg – Harald B. Thor, Tanja Hofmann
- Un ballo in maschera
  - 1989, 1990 Großes Festspielhaus: Georg Solti, Gustav Kuhn – John Schlesinger – William Dudley, Luciana Arrighi, Helmuth Reichmann
- Don Carlos
  - 1958 Felsenreitschule: Herbert von Karajan – Gustaf Gründgens – Caspar Neher
  - 1960 Felsenreitschule: Nello Santi – Peter Gorski – Caspar Neher
  - 1975, 1976, 1977, 1978 Großes Festspielhaus: Herbert von Karajan, ebenso Regie – Günther Schneider-Siemssen, Georges Wakhévitch
  - 1998, 1999, 2001, 2003 Großes Festspielhaus: Lorin Maazel (bis 2001), Valery Gergiev, Miguel Gomez-Martinez – Herbert Wernicke, ebenso Ausstattung
  - 2013 Großes Festspielhaus: Antonio Pappano – Peter Stein – Ferdinand Wögerbauer, Annamaria Heinreich, Joachim Barth
- Aida
  - 1979, 1980 Großes Festspielhaus: Herbert von Karajan, ebenso Regie – Günther Schneider-Siemssen, Georges Wakhévitch
  - 2017, 2022 Großes Festspielhaus: Riccardo Muti (2017), Alain Altinoglu (2022) – Shirin Neshat – Christian Schmidt, Tatyana Walsum
- Otello
  - 1951, 1952 Festspielhaus: Wilhelm Furtwängler, Mario Rossi – Herbert Graf – Stefan Hlawa
  - 1970, 1971, 1972 Großes Festspielhaus: Herbert von Karajan, ebenso Regie – Günther Schneider-Siemssen, Georges Wakhévitch
  - 2008 Großes Festspielhaus: Riccardo Muti – Stephen Langridge – George Souglides, Emma Ryott, Giuseppe Di Iorio (Teatro dell’Opera Roma)
- Falstaff
  - 1935, 1936, 1937, 1938, 1939 Festspielhaus: Arturo Toscanini, Vittorio Gui (1938), Tullio Serafin (1939) – Guido Salvini – Robert Kautsky, Ladislaus Czettel
  - 1957 Festspielhaus: Herbert von Karajan, ebenso Regie – Giuliano Bartolini-Salimbeni
  - 1981, 1982 Großes Festspielhaus: Herbert von Karajan, ebenso Regie – Günther Schneider-Siemssen, Georges Wakhévitch
  - 1993 Großes Festspielhaus: Georg Solti – Luca Ronconi – Margherita Palli, Vera Marzot, Vinicio Cheli (Übernahme von den Osterfestspielen 1993)
  - 2001 Großes Festspielhaus: Lorin Maazel – Declan Donnellan – Nick Ormerod  (Übernahme von den Osterfestspielen 2001)
  - 2013 Haus für Mozart: Zubin Mehta – Damiano Michieletto – Paolo Fantin, Carla Teti, Alessandro Carletti – Philharmonia Chor Wien

Carl Maria von Weber
- Oberon
  - 1932, 1933, 1934 Festspielhaus: Bruno Walter – Franz Ludwig Hörth – Oskar Strnad
  - 1996 Festspielhaus: Sylvain Cambreling – Klaus Metzger – Klaus Kretschmer, Robby Duiveman, Wolfgang Göbbel
- Euryanthe
  - 1937 Festspielhaus: Bruno Walter – Lothar Wallerstein – Clemens Holzmeister, Marielouise Luksch
- Der Freischütz
  - 1939 Festspielhaus: Hans Knappertsbusch – Heinrich Karl Strom – Benno von Arent
  - 1954 Festspielhaus: Wilhelm Furtwängler – Günther Rennert – Teo Otto
  - 2007 Haus für Mozart: Markus Stenz – Falk Richter – Alex Harb, Tina Kloempken, Olaf Freese

Richard Wagner
- Tannhäuser
  - 1938 Festspielhaus: Hans Knappertsbusch – Max Hofmüller – Robert Kautsky
- Die Meistersinger von Nürnberg.
  - 1936, 1937, 1938 Festspielhaus: Arturo Toscanini (bis 1937), Wilhelm Furtwängler (1938) – Herbert Graf – Robert Kautsky, Willi Bahner
  - 2013 Großes Festspielhaus: Daniele Gatti – Stefan Herheim – Heike Scheele, Gesine Völlm, Olaf Freese (Opéra National de Paris)
- Tristan und Isolde
  - 1933, 1934, 1935, 1936 Festspielhaus: Bruno Walter – Otto Erhardt – Oskar Strnad
  - 2000 Großes Festspielhaus: Lorin Maazel – Klaus Michael Grüber – Eduardo Arroyo – Moidele Bickel (Osterfestspiele, Maggio Musicale Fiorentino)

Peter von Winter: Das Labyrinth, Der Zauberflöte zweyter Theil, Text von Emanuel Schikaneder. 2012 Residenzhof: Ivor Bolton – Alexandra Liedtke
Hugo Wolf: Der Corregidor. 1936 Festspielhaus: Bruno Walter – Lothar Wallerstein – Robert Kautsky, Ladislaus Czettel

## Konzertante Aufführungen
- 1960: Thamos, König in Ägypten
- 1977: Jeanne d’Arc au bûcher
- 1980: Karl V. (Ernst Krenek), Die sieben Todsünden der Kleinbürger (Kurt Weill)
- 1979: La damnation de Faust
- 1982: Penthesilea, Oedipus Rex
- 1983: Dantons Tod
- 1984: Die Gezeichneten
- 1985: Saint François d’Assise
- 1988: Jeanne d’Arc au bûcher, Der Prozess
- 1989: Antigonae, La damnation de Faust
- 1990: Orfeo ed Euridice, L’Orfeo, Orpheus und Eurydike (Ernst Krenek), L’anima del filosofo (Joseph Haydn)
- 1991: Julietta (Bohuslav Martinů)
- 1992: Tancredi
- 1993: Prometeo (Luigi Nono), Ulisse (Luigi Dallapiccola), Herzog Blaubarts Burg
- 1994: Le rossignol, La voix humaine
- 1996: Leonore, Il prigioniero
- 1998: König Roger, Parsifal
- 1999: Chowanschtschina
- 2000: Médée, Saul und David (Carl Nielsen), Die Legende von der unsichtbaren Stadt Kitesch und von der Jungfrau Fewronija (Nikolai Rimski-Korsakow), Pique Dame
- 2001: Ariodante, Herzog Blaubarts Burg
- 2002: La donna del lago, Roméo et Juliette, Das Mädchen mit den Schwefelhölzern (Helmut Lachenmann)
- 2003: Die ägyptische Helena, Die Bakchantinnen (Egon Wellesz), Samson et Dalila
- 2004: I Capuleti e i Montecchi, Krieg und Frieden
- 2005: Alceste (Jean-Baptiste Lully), Mazeppa
- 2006: Gogo No Eiko (Hans Werner Henze), La Betulia liberata
- 2008: Irmingard (Mnozil Brass)
- 2009: Fidelio
- 2010: Norma, Roméo et Juliette
- 2011: Le rossignol, Iolanta
- 2012: Il re pastore, Tamerlano
- 2013: Giovanna d’Arco, Jeanne d’Arc (Walter Braunfels), Nabucco, Rienzi
- 2014: La favorite, Tristan und Isolde (Auszüge)
- 2015: Dido and Aeneas, Ernani, Werther
- 2016: Giulietta e Romeo (Zingarelli) (Pfingsten), Manon Lescaut, Thaïs, Il templario (Nicolai)
- 2017: La donna del lago (Pfingsten), I due Foscari, Lucrezia Borgia
- 2018: La Périchole (Pfingsten), Der Prozess (Gottfried von Einem), Les pêcheurs de perles
- 2019: Adriana Lecouvreur, Luisa Miller
- 2022: Jakob Lenz, Lucia di Lammermoor